# 足利市立北郷小学校
足利市立北郷小学校（あしかがしりつ きたごうしょうがっこう）は、栃木県足利市田島町にある市立小学校。

## 概要
通称は「北郷小」。栃木県足利市の北部に位置する。児童数は563名（2016年6月17日現在）、各学年3クラスで編成。
クラスカラーは、1組：赤、2組：黄、3組：青。
校歌大滝清雄作詞、川島博作曲
服装基本的に決まりは無く、自由である。　

## 通学区域
足利市
- 菅田町[2]
- 菅田町1丁目
- 利保町
- 利保町1-3丁目

- 江川町
- 江川町1-4丁目
- 月谷町

- 田島町
- 田島町1丁目
- 赤松台1-2丁目

## 進学先中学校
- 足利市立北中学校